# Vadim Dombrovski
Vadim Dombrovski –en ruso, Вадим Домбровский– (1958) es un deportista soviético que compitió en natación. Ganó una medalla de bronce en el Campeonato Europeo de Natación de 1981, en la prueba de 100 m mariposa.

## Palmarés internacional
| Campeonato Europeo | Campeonato Europeo | Campeonato Europeo | Campeonato Europeo |
| Año                | Lugar              | Medalla            | Prueba             |
| ------------------ | ------------------ | ------------------ | ------------------ |
| 1981               | Split (Yugoslavia) | Medalla de bronce  | 100 m mariposa     |